# Великая Дуброва
Вели́кая Дубро́ва — село в Мглинском районе Брянской области, в 14 км к юго-западу от Мглина.

## История
Великая Дуброва была поселена не позднее XVI века. В 1618 году, после заключения между Россией и Польшей Деулинского перемирия, село более 30 лет находилось во владении троцкого воеводы Николая Абрамовича.
С началом антипольского освободительного восстания и в течение последующих десятилетий значительное количество жителей села записалось в казаки. С образованием Стародубского полка, село вошло в состав Мглинской сотни. Уже к 1723 году казацкое население Великой Дубровы составляло 37 дворов, входивших в Высокский казацкий курень, возглавляемый в 1731 году атаманом Тимофеем Лишнем. Однако со временем многие казацкие семьи обеднели, попав в подсоседки к владельцам или более состоятельным родственникам. Это привело к тому, что к 1781 году количество сельских казаков уменьшилось вдвое, а численность крестьян, наоборот, возросла.
Также, в конце 17-го — 18 веках, в Великой Дуброве жили и стрельцы, занимавшиеся промыслом птицы для гетманского стола. В конце 1780-х годов они были переведены в разряд казённых крестьян.
Крестьянское население села, составлявшее после освобождения от поляков около 20 дворов, было приписано к Мглинской ратуше. Однако, в 1730 году гетман Апостол изъял крестьянские дворы из ведения ратуши, передав их сыновьям войскового товарища Василия Осиповича Лишня — Тимофею, Денису и Мартину. С этого времени Лишни (Лишины) на долгое время стали основными владельцами великодубровских крестьян.
От Тимофея Васильевича Лишня великодубровская собственность перешла к его старшему сыну Фёдору. Начав службу в 1736 году значковым товарищем Стародубского полка, к 1746 году Федор Лишин получил должность полкового комиссара при Астраханском драгунском полку, а в 1757 году стал войсковым товарищем. Федор Тимофеевич жил в селе Нивное и вместе с женой Аленой Григорьевной имел пятерых сыновей, двое из которых унаследовали его собственность в Великой Дуброве. Согласно переписи 1781 года, Федору Тимофеевичу и его сыновьям, полковому есаулу Михаилу и поручику Степану Лишиным, раздельно принадлежало около 70 великодубровских дворов.
К началу XIX века поручик Степан Федорович Лишин построил в селе собственную усадьбу, перешедшую впоследствии вместе с другим наследством к детям — Петру, Павлу и Илье. Двое из сыновей, Павел и Илья, выбрали гражданскую стезю, а Петр Степанович сделал военную карьеру, окончив службу в звании генерал-майора. Его сыновья также стали военными: Александр дослужился до гвардии поручика, а Николай — до подпрапорщика. После отставки, братья возвратились в Великую Дуброву, поселившись в дедовской усадьбе.
Наряду с прямыми наследниками Степана Лишина, дубровскими помещиками являлись также и его племянники: поручик Яков Михайлович и корнет Василий Петрович, передавший в 1850-х годах свою долю собственности в селе сыновьям Андрею и Петру.
Свою усадьбу в Великой Дуброве имели и родственники Лишиных — помещики Покорские. Во второй половине XVIII века войсковой товарищ Данила Григорьевич Покорский, женился на Евдокии Прокоповне Лишневой, внучке Тимофея Лишня. В приданое за женой Д.Покорский получил 18 крестьянских дворов, наследниками которых в начале XIX века стали его дети: Марфа и Яков. Марфа Даниловна вышла замуж за Ивана Романовича, получив двойную фамилию Покорская-Романовичева. Её брат, Яков, имевший звание поручика, к 1816 году уже умер, оставив наследство в Великой Дуброве жене Марии и дочери Евдокии.
Также, небольшое количество дворов в селе имел коллежский секретарь Матвей Иванович Скаржинский, а в 1850-х годах в Великой Дуброве поселился полковник Филипп Степанович Павловский с женой Агриппиной Симоновной.
Казацкое население села к середине XIX века увеличилось до 24 дворов. Согласно переписи 1850 года, сельские казаки были приписаны к Шевердинской казачьей волости.
В 1683 году в Великой Дуброве была возведена деревянная Васильевская церковь, к строительству которой, предположительно, имел отношение войсковой товарищ Василий Осипович Лишин. В 1747 году правнук Василия, полковой есаул Михаил Федорович Лишин, перенёс здание церкви на другое место, где отстроил его заново. В 1842 году Васильевская церковь была вновь возобновлена. Во второй половине XIX века приходскими священниками в храме служили Николай Бурневский, Александр Козловский и Иоанн Коренев, переведенный в Великую Дуброву из Орловской епархии в 1900 году.
В 1896 году при церкви была открыта церковно-приходская школа, в которой Закон Божий преподавал священник Александр Гаврилович Козловский, а всем остальным предметам детей обучал мещанин Кирилл Иванович Нечитуренко.
С середины XIX века Великая Дуброва формировалась как село с крестьянско-казацким населением, численность которого к 1866 году достигла 835 человек (120 дворов).